# 1845
1845 (MDCCCXLV) je bilo navadno leto, ki se je po gregorijanskem koledarju začelo na sredo, po 12 dni počasnejšem julijanskem koledarju pa na ponedeljek.

## Dogodki
- 3. marec - Florida kot 27. zvezna država sprejeta v Zvezo.

## Rojstva
- 7. januar - Paul Deussen, nemški orientalist († 1919)
- 3. marec - Georg Ferdinand Cantor, nemški matematik († 1918)
- 27. marec - Wilhelm Conrad Röntgen, nemški fizik, nobelovec 1901 († 1923)
- 12. maj -  Janez Nepomuk Stariha, diakon, slovenski škof v Ameriki  (https://commons.wikimedia.org/wiki/File:Janez_Nepomuk_Stariha.jpg) († 1915, Ljubljana)
- 16. maj - Ilja Iljič Mečnikov, ruski mikrobiolog († 1916)
- 17. maj - Jacint Verdaguer, španski (katalonski) pesnik († 1902)
- 30. junij - Ivan Kaus, primorski slovenski rimskokatoliški duhovnik v Slovenski krajini na Madžarskem  († 1892)
- 6. julij - Jakob Aljaž, slovenski duhovnik  in skladatelj († 1927)
- 28. julij - Émile Boutroux, francoski filozof († 1921)
- 17. avgust – Števan Salai, madžarski rimskokatoliški župnik in nadzornik šole v Slovenski krajini († 1913)
- 3. februar - Karol Glazer, slovenski literarni zgodovinar, indolog († 1913)

## Smrti
- 12. maj - August Wilhelm von Schlegel, nemški jezikoslovec, pesnik, kritik (* 1767)
- 18. oktober - grof Jean-Dominique Cassini, francoski astronom (* 1748)